# Edmond Boulanger
Pour les articles homonymes, voir Boulanger (homonymie).
Edmond Boulanger (né le 17 novembre 1928 à Lens (Pas-de-Calais), décédé 29 juillet 1990) est un clarinettiste classique français.
Edmond Boulanger a reçu le premier prix de Concours international de musique de l'ARD à Munich en 1957 (et le deuxième prix à Karl Leister), après avoir reçu une médaille à l'unanimité en 1950.
Il a joué avec l'orchestre de la Société des concerts du Conservatoire et l'orchestre de l'Opéra de Paris et également avec l'orchestre de la  Garde républicaine.

## Enregistrements
- Bennett : Clarinet Polka avec le  Quatuor de Clarinettes de Paris René Barras - Edmond Boulanger - Roger Wartelle - André Fournier (Kenosha : G. Leblanc Corporation )
- Louis Rey : Tourbillons avec  The Leblanc Clarinet Quartet of Paris Quatuor de Clarinettes de Paris (QUA731)[4]
- Binic-Bar avec Leblanc Original Quartet (Teppaz, 1959) 
  - Roger Bourdin : Binic-Bar
  - Lucien Cailliet : Carnaval
  - Patrice Sciortino : Ouragan
  - Patrice Sciortino : Pinocchio
- Musique de la Garde républicaine : Les concerts de la Musique de la Garde républicaine de Paris sous la direction de Roger Boutry - Vol. 4 (label :	Disques Déesse – DDLX 162)